# Реакція на падіння режиму Асада
7 грудня 2024 року сили Південного ситуаційного центру сирійської опозиції увійшли в регіон Ріф-Дімашк з півдня і наблизилися до столиці Дамаск на відстань 20 кілометрів. Сирійська армія відступила з багатьох пунктів на околицях. Одночасно з наступом на Дамаск опозиційний Хаят Тахрір аш-Шам і Сирійська національна армія на півночі розпочали наступ на місто Хомс, а Сирійська вільна армія наступала на столицю з південного сходу. Опозиція захопила столицю 8 грудня з мінімальним опором, а Башар Асад втік до Москви, що ознаменувало кінець його режиму в Сирії.

## Внутрішня реакція

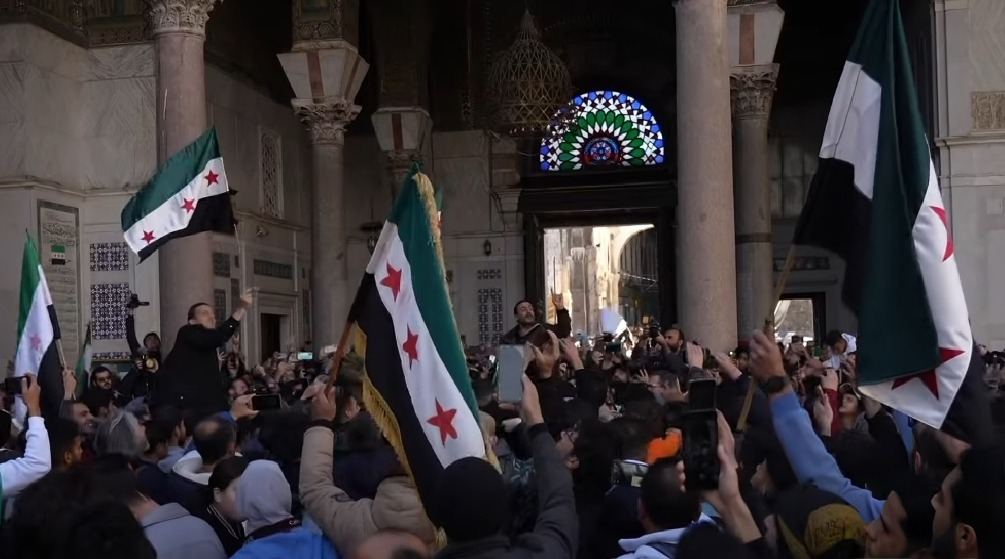
Люди святкують падіння Дамаска в мечеті Омейядів (грудень 2024 року)

Тисячі сирійців зібралися на головній площі Дамаска, скандуючи «Свобода!». Після оголошення сирійських повстанців про те, що правлінню президента Башара Асада прийшов кінець, по всьому місту прокотилося тріумфування. Люди висловлювали свою незгоду з Асадом скандуванням і святковими автомобільними гудками. Люди увійшли до президентського палацу, щоб пограбувати посуд, меблі та інше майно, в той час як інші знищували портрети Асада. Прапори Асада, розвішані на будівлях, вони також підпалювали.
Прем'єр-міністр Мохаммад Газі аль-Джалалі висловив свою прихильність підтримці стабільного уряду і готовність співпрацювати з керівництвом, обраним сирійським народом. Колишній міністр закордонних справ Бассам аль-Саббаг заявив, що був «здивований», отримавши звістку про облогу Дамаска, назвавши її «історичною і переломною подією для всіх сирійців». Міністерство закордонних справ та у справах емігрантів заявило, що його дипломатичні представники продовжуватимуть працювати та обслуговувати своїх громадян за кордоном.
Ібрагім аль-Гадід, який змінив Башара аль-Асада на посаді генерального секретаря Партії Баас, заявив, що партія підтримає перехідний уряд для збереження єдності Сирії.
Національний координаційний комітет демократичних змін привітав «те, чого сирійський народ досяг 8 грудня 2024 року» і заявив, що їхньою метою є «побудова перехідного етапу для переходу від тиранії до демократії», щоб запобігти «новій формі тиранічного правління». Партія «Народна воля» «привітала сирійський народ з подоланням чорної сторінки в його історії» і закликала до «плавної і мирної передачі влади».
Сирійська соціал-націоналістична партія назвала «необхідним працювати над пошуком прийнятного і відповідного рішення» для створення «влади, що походить від волі сирійців» і має своїм «компасом» збереження єдності, суспільства, інтересів, інститутів, консолідацію національної держави і Палестини.

## Міжнародна реакція

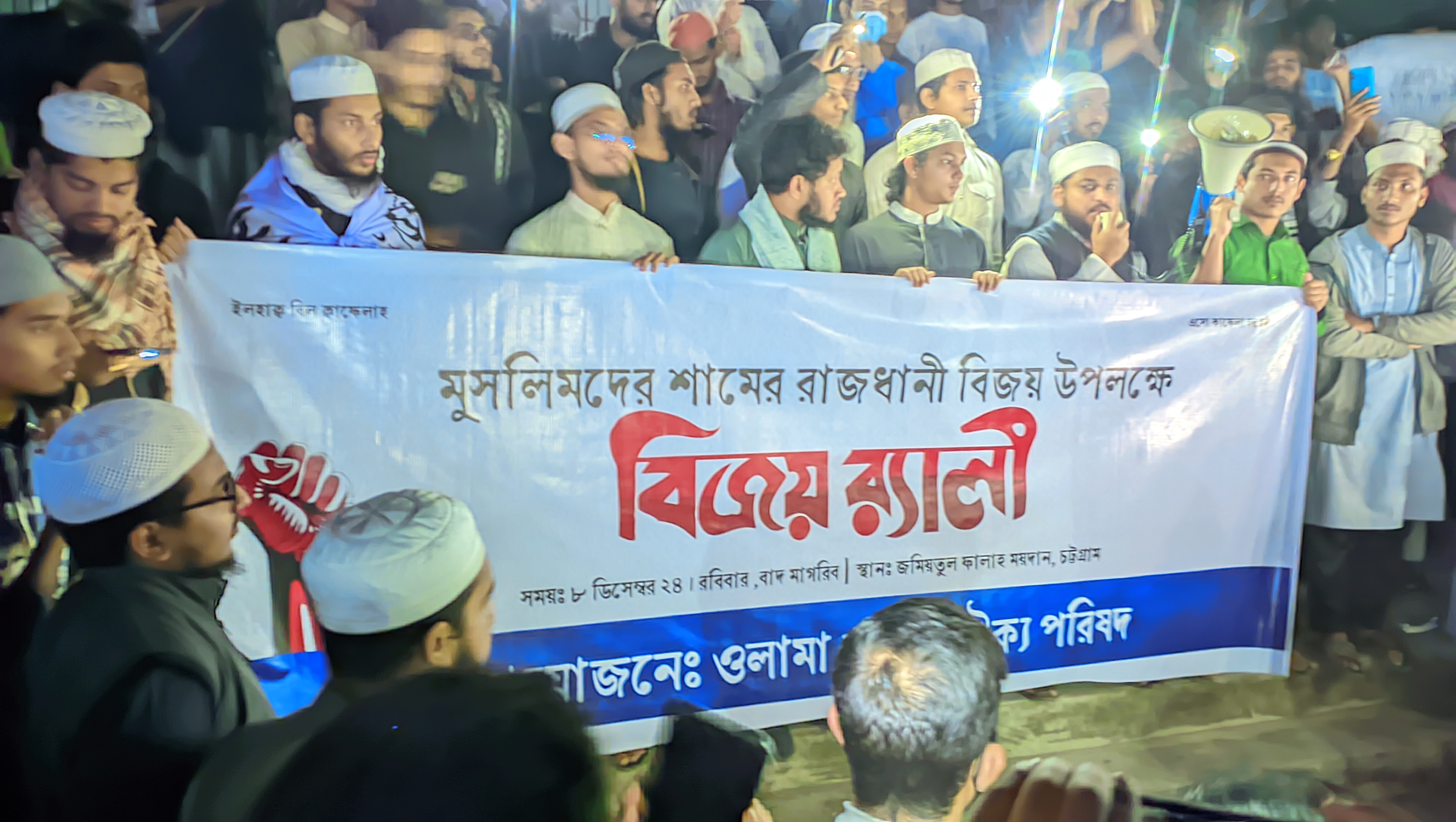
Святкування в Читтагонгу після падіння Асада

Лідери та офіційні особи США та Ізраїлю заявили, що не будуть втручатися в ситуацію в Сирії.
 Сергій Лавров, міністр закордонних справ Росії, заявив, що він і міністри Туреччини та Ірану вимагають «негайного припинення ворожої діяльності».

### Американський континент

#### Північна Америка

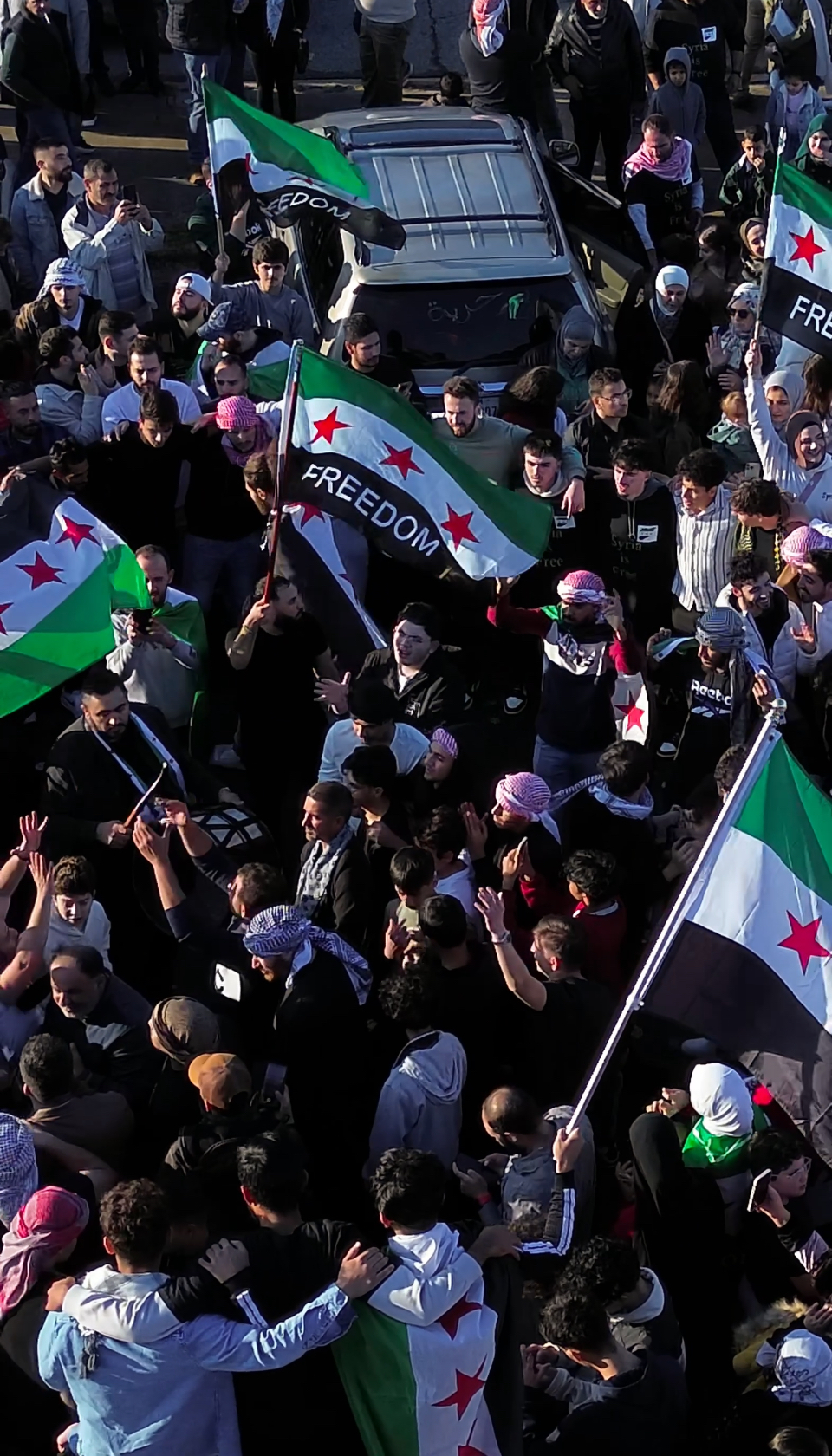
Святкування в Річардсоні, штат Техас, США, після падіння режиму Асада

Джастін Трюдо, прем'єр-міністр Канади, заявив, що «падіння диктатури Асада поклало край десятиліттям жорстокого гноблення».
 У Сполучених Штатах Білий дім повідомив, що президент Джо Байден провів зустріч з членами національної безпеки для вирішення ситуації, що склалася. Пізніше Байден заявив, що кінець режиму Асада був «фундаментальним актом справедливості», але попередив про можливу нестабільність в регіоні. Заступник помічника міністра оборони США з питань Близького Сходу Деніел Б. Шапіро заявив, що сили США залишаться на сході Сирії, щоб запобігти відновленню діяльності Ісламської держави. Він також закликав «усі сторони» захищати цивільне населення і дотримуватися міжнародних норм. Ентоні Блінкен зателефонував дипломатам Йорданії, Катару та Об'єднаних Арабських Еміратів, заявивши, що сирійська територія не повинна використовуватися для сприяння терористичним організаціям. Він також наголосив на необхідності вилучення та утилізації хімічної зброї, захисту меншин та захисту прав жінок. 10 грудня Блінкен заявив, що Сполучені Штати «визнають і повністю підтримають» новий сирійський уряд, якщо перехідний процес буде «надійним, інклюзивним і позаконфесійним» і відповідатиме глобальним рекомендаціям .
 Секретаріат закордонних справ Мексики закликав мексиканців, які перебувають у цьому районі, під час заворушень звертатися до посольства Мексики в Лівані.
 5 грудня 2024 року міністр закордонних справ Куби Бруно Родрігес Паррілья обговорив з Бассамом ас-Саббагом «ескалацію тероризму». Родрігес висловив солідарність своєї країни з урядом Ассада під час нещодавніх наступальних дій. У посольстві Куби в Туреччині посол Алехандро Франсіско Діас Паласіос зустрівся зі своїм сирійським колегою і висловив подібну солідарність.

#### Південна Америка
Міністерство закордонних справ Аргентини рекомендувало своїм громадянам якнайшвидше покинути країну. Відповідно, було попереджено тих, хто залишився, щоб вони стежили за ситуацією.
 Міністерство закордонних справ Бразилії заявило про свою прихильність до політичного врегулювання кризи шляхом переговорів при збереженні територіальної єдності та суверенітету Сирії. Крім того, вона пообіцяла підтримувати резолюції Ради Безпеки ООН.
 Віце-президент чилійського Сенату Матіас Вокер заявив, що президент Венесуели Ніколас Мадуро може розділити долю Асада через позицію Ірану та Росії. На противагу цьому, Комуністична партія Чилі висловила солідарність з урядом Асада проти «терористичного перевороту», який, як вони стверджують, перебуває на службі Ізраїлю і американського імперіалізму в цілому і в секторі Газа зокрема.
 У Колумбії це питання переросло в дебати про зовнішні відносини. 8 грудня 2024 року президент Густаво Петро розкритикував російське підтвердження падіння Асада, припустивши, що «зрада» може свідчити про неминучий альянс між Росією та США після переобрання Дональда Трампа. Він заявив, що Сирія, як і Афганістан, рухається до ісламського фундаменталізму, і що Ірак, Ізраїль і Лівія зазіхнуть на сирійську територію. Петро заявив, що ця ситуація може призвести до «нових альянсів, [і] нових зрад», особливо щодо ізоляції Палестини і курдів. Відкриті питання, які він поставив, стосувалися наслідків російського вторгнення в Україну, панарабізму та його світських ідеалів, сирійської нафти і того, як це вплине на загальний ринок і переговорну силу Куби і Венесуели, а також того, чи вплине ця ринкова зміна на боротьбу «рожевої хвилі» за контроль в Організації американських держав .
 Міністерство закордонних справ Перу порадило перуанцям, які перебувають у цьому районі, звертатися до посольства Перу в Єгипті. Кандидат у президенти Вікі Давіла заявила, що падіння Асада пішло на користь світовому порядку і дало зрозуміти диктаторам, що їхні режими можуть бути зруйновані. Також були розглянуті коментарі Петра щодо альянсів Асада, які, за її словами, були слабкими, оскільки кожен з партнерів — Іран, Росія та Хезболла — були зайняті іншими питаннями.

#### Азія
Міністерство закордонних справ Індії закликало до збереження єдності, суверенітету і територіальної цілісності Сирії. Міністерство також повідомило, що 90 громадян Індії перебували в Сирії в той час, з якими вони контактували з міркувань безпеки. До 13 грудня міністерство евакуювало 77 громадян, які хотіли повернутися, поки посольство продовжувало працювати.
 Президент Туреччини Реджеп Тайїп Ердоган заявив, що його адміністрація втрутиться у будь-які спроби порушити територіальний суверенітет Сирії: «Ми не можемо допустити, щоб Сирію знову розділили». Міністр закордонних справ Хакан Фідан 8 грудня застеріг курдські угруповання від «використання ситуації» в рамках спроби Туреччини не допустити встановлення курдами контролю над країною.
/ Прикордонні переходи в Йорданії та Лівані були закриті. Ліванські прикордонники на прикордонному переході Маснаа закрили ворота, оскільки сирійці намагаються потрапити до Сирії. Тим часом громадяни сусідніх країн відреагували на події позитивно. Кілька високопосадовців режиму Асада та їхні сім'ї нібито знайшли притулок у південному Бейруті, який контролює «Хезболла». Деякі з них, зокрема Алі Мамлюк, Гада Адіб Мханна і Фірас Ісса Шаліш, зупинялися в розкішних готелях і перебували під охороною співробітників служби безпеки. За даними бейрутського видання Nidaa al-Watan, їхня втеча була спланована за кілька днів до падіння Дамаска і була організована за сприяння «Хезболли». Офіцер ліванської прикордонної служби, можливо, також отримав кілька сотень тисяч доларів хабара, щоб дозволити їм в'їхати до Лівану.
 Ірак прийняв 2 000 сирійських військових, які втекли через прикордонну провінцію Аль-Каїм. Деякі поранені солдати пройшли лікування в Іраку.
 Начальник Армії оборони Ізраїлю Герці Халеві заявив, що на сирійському кордоні буде посилено охорону, щоб запобігти можливим атакам «місцевих угруповань».. 8 грудня сухопутні війська Ізраїлю увійшли на територію Сирії через демілітаризовану зону вздовж ізраїльсько-сирійського кордону — це перший такий випадок з 1973 року. Ізраїльські війська захопили сирійську сторону гори Хермон і кілька інших районів, які вважаються «важливими для стабілізації контролю над територією». Халеві розповів, що незабаром після падіння режиму Асада Ізраїль ввів свої війська на сирійську територію.
 Міністерство закордонних справ Ірану опублікувало заяву, в якій йдеться про те, що воно «поважає єдність і національний суверенітет Сирії», і закликало до негайного припинення збройних конфліктів. Іранське керівництво заявило про свою відданість міжнародним зусиллям на підтримку політичного процесу і висловило впевненість, що їхні міцні відносини збережуться. Реза Пахлаві, останній спадкоємець престолу Ісламської держави Іран і лідер самоназваної Національної ради Ірану, опозиційної групи у вигнанні, привітав падіння режиму Асада як сигнал до падіння іранського режиму. Спікер парламенту Мохаммад Багер Калібаф заявив, що режим Асада проігнорував попередження Ірану про наступ опозиції.

#### Африка
У той час як тисячі сирійців у Єгипті вийшли на вулиці в знак перемоги, деякі єгиптяни були менш сповнені ентузіазму через невизначене майбутнє з новою правлячою силою. Прихильні до уряду ЗМІ Єгипту також негативно сприйняли падіння Асада, а політичні коментатори описали її як «поганий знак для арабської безпеки». Біженці сотнями з'являються на сирійському кордоні в Туреччині та Лівані, готуючись повернутися в країну.

#### Європа
Сирійські біженці в Парижі, Лондоні, Стокгольмі, Гельсінкі та Афінах взяли участь у публічних святкуваннях. Тисячі сирійців у Берліні, Німеччина, зібралися на вулицях, щоб відсвяткувати повалення влади. У Нойкьольні учасники святкування винесли прапор сирійської опозиції і пройшли маршем до Кройцберга.

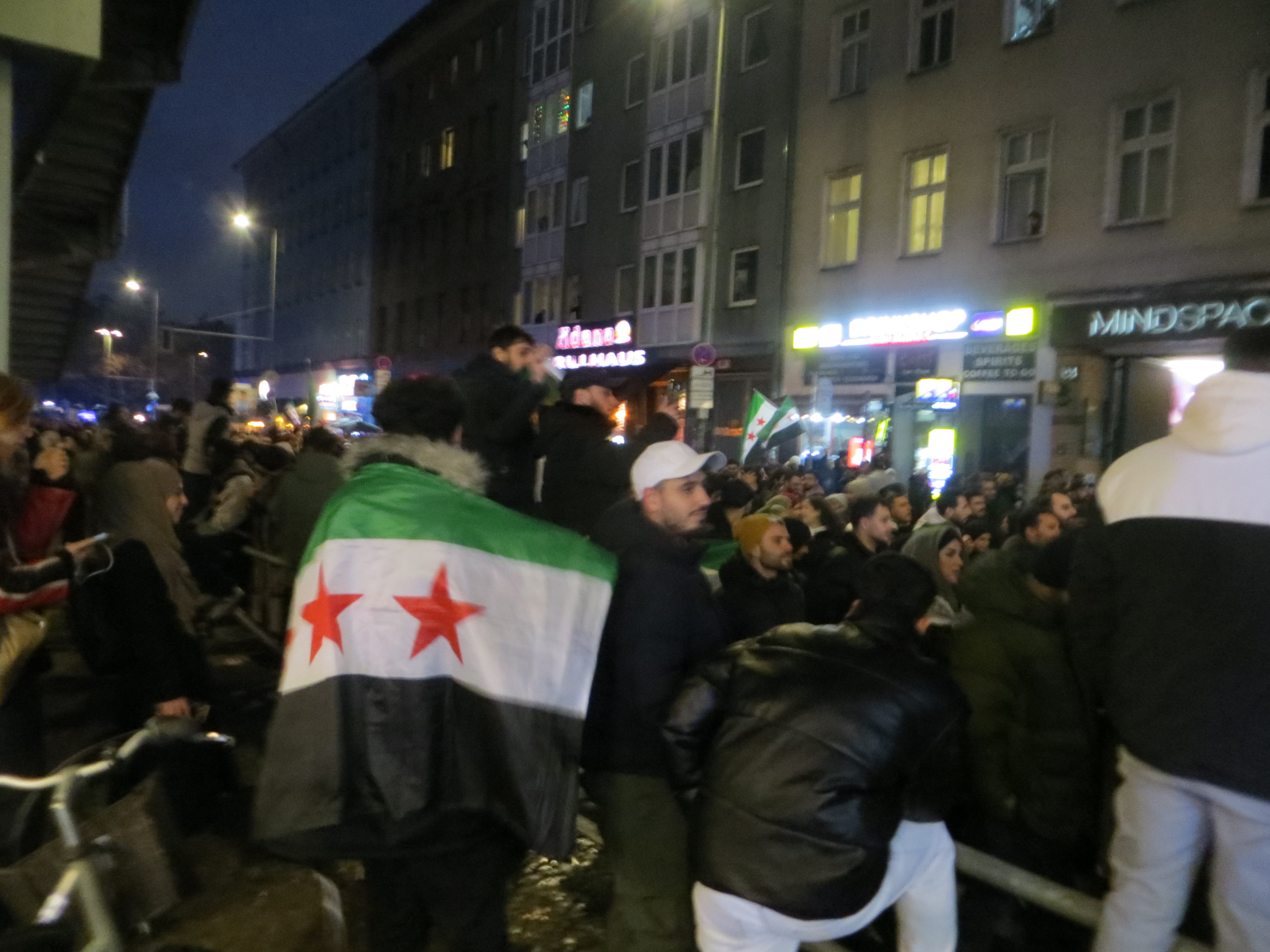
Люди святкують падіння режиму Асада в Німеччині

 Канцлер Німеччини Олаф Шольц назвав кінець режиму Асада «доброю новиною» і закликав до стабільності в країні.
 Так само позитивно відреагувало і Міністерство закордонних справ Франції, додавши, що «сирійський народ занадто багато страждає». Міністр закордонних справ Туреччини Хакан Фідан закликав міжнародне співтовариство «об'єднатися і відновити» країну.
 Уряд Швейцарії призупинив розгляд справ про надання притулку сирійським громадянам, посилаючись на необхідність оцінити, чи мають вони право на притулок, чи повинні бути депортовані.
Інші європейські країни — зокрема, Німеччина, Австрія, Ліхтенштейн, Бельгія, Греція, Італія, Швеція, Данія та Велика Британія — оголосили про плани призупинити розгляд заяв про надання притулку сирійцям, які шукають притулку. Це стосується як нових заявок, так і тих, що все ще перебувають на стадії обробки. Кілька скандинавських країн також призупинили процес надання притулку. Уряд Німеччини заявив, що стежить за ситуацією в Сирії, а Угорщина оголосила про депортацію сирійських біженців. Німецький політик Аліса Вайдель закликала до їх депортації, посилаючись на те, що оскільки Сирія є «вільною», її громадянам більше не потрібно тікати з країни, а отже, вони повинні повернутися. У відповідь Міністерство закордонних справ заявило, що повалення Асада не «гарантує […] мирного розвитку».

## Наднаціональні суб'єкти
Керівник гуманітарної місії ООН Томас Флетчер повідомив у Twitter, що організація спостерігає за подіями і стурбована ними. Спеціальний посланник по Сирії Гейр Педерсен закликав до термінових переговорів з метою підтримки «впорядкованого політичного переходу». 9 грудня, після конфіденційного обговорення, американські та російські дипломати заявили, що Рада Безпеки ООН опублікує заяву протягом декількох днів. Посол Росії Василь Небензя заявив, що Рада в цілому погодилася забезпечити територіальний суверенітет і єдність, захистити цивільне населення і доставити гуманітарну допомогу тим, хто її потребує. Посол Сполучених Штатів Америки посол Роберт Вуд також підтвердив заяву Небензі. Обидва дипломати назвали падіння режиму «несподіваним». Посол Китаю Фу Цун наголосив на інклюзивному політичному процесі, стабільності та запобіганні терористичній діяльності.
 Високий представник Європейського Союзу з питань закордонних справ і політики безпеки Кая Каллас заявила, що падіння режиму Асада є «позитивною і довгоочікуваною подією. Це також показує слабкість прихильників Асада — Росії та Ірану». Вона додала, що підтримання безпеки в цьому районі є найвищим пріоритетом. Президент Європейської комісії Урсула фон дер Ляєн написала у Твіттері: «Жорстока диктатура Асада впала. Ці історичні зміни в регіоні відкривають нові можливості, які не позбавлені ризиків»". Президент Європарламенту сказав: «Це критичний період для регіону і для мільйонів сирійців, які прагнуть вільного, стабільного і безпечного майбутнього. Те, що станеться в найближчі години і дні, має значення».

## Громадська реакція
Різні сирійські та інші арабські знаменитості по-різному відреагували на падіння режиму в соціальних мережах. По всьому світу сирійські активісти та діаспора у вигнанні святкували падіння режиму Асада.
Ведучий американського нічного ток-шоу Джон Стюарт згадав про крах режиму Асада в ефірі The Daily Show, описавши його як «чисту, бездомішкову радість».

## Аналіз науковців
У статті для Ради з міжнародних відносин Стівен А. Кук висловив занепокоєння щодо майбутнього Сирії після повалення Асада. Хоча опозиція на чолі з Хаят Тахрір аш-Шам (ХТШ) уникає крайніх заходів, вона має досвід застосування грубої сили. Критики і опоненти лідера угруповання Ахмед аль-Шараа наголошують на повідомленнях про зловживання у в'язницях під контролем ХТШ в утримуваній повстанцями провінції Ідліб. За словами Кука, неоднозначні дані свідчать про те, що хоча ХТШ прагне представити себе як більш помірковану силу, вона продовжує здійснювати репресивне управління на підконтрольних їй територіях.
Джеймі Деттмер з Politico зазначив, що поки що неясно, чи виграли від цього сирійські громадяни, оскільки країна повинна розвиватися без насильницьких сил. У провінції Ідліб ХТШ зменшили свою ворожість до християнських і друзьких громад. Отримавши контроль над Алеппо, аль-Джулані подбав про те, щоб християнське населення не постраждало, а церковні богослужіння проходили безперебійно. Посилаючись на інтерв'ю аль-Джулані на CNN, головним завданням ХТШ було перезаснування Сирії.
Аналітик Foreign Policy Ліна Хатіб порівняла крах режиму з падінням Берлінської стіни у 1989 році. В обох випадках ланцюгова реакція послідовності подій призвела до обвалу стіни. Так само падінню Асада сприяли зовнішні конфлікти, такі як значне послаблення Ізраїлем Хезболли, втрата Іраном ключових маріонеткових держав, а також участь Росії у вторгненні в Україну, що призвело до послаблення її присутності на Близькому Сході. Хатіб стверджує, що кінець правління Асада означає послаблення антизахідного та антиізраїльського «опору» на Близькому Сході. Вона також натякає на зміщення влади в бік Ізраїлю та його союзників у Перській затоці і акцент на економічну та безпекову співпрацю, а не на конфлікт.